# Sivalhippus
Sivalhippus — вимерлий рід коней, який мешкав в Африці та на півострові Індостан у пізньому міоцені.

## Палеобіологія
Як і для інших вимерлих коней, середовище існування (біом) Сівальгіппуса складалося з безлісних трав'янистих рівнин, короткотравних прерій або степів.

## Таксономія
Цей рід має заплутану таксономічну історію. Після опису як окремого роду голотип Sivalhippus theobaldi, GSI 153, пізніше був віднесений до Hippotherium, а потім до Hipparion, як це було у випадку з більшістю інших видів гіпаріонінів протягом більшої частини 20 століття. Пізніше Скіннер і МакФадден (1977), МакФадден і Бакр (1979) і МакФадден і Вудберн (1982) віднесли Sivalhippus до північноамериканського роду Cormohipparion на основі подібності зі зразками цього роду. Однак у 2013 році огляд гіпаріонінів Sivalik виявив, що Sivalihippus відрізняється від Cormohipparion і більше пов'язаний з Proboscidipparion і Cremohipparion, ніж з Cormohipparion.